# سنکا (اورگن)
سنکا (به انگلیسی: Seneca) شهری در شهرستان گرنت ایالت اورگن است و در سرشماری سال ۲۰۱۱ میلادی، ۱۹۷ نفر جمعیت داشته که نسبت به سال ۲۰۱۰، ۰٫۵ درصد رشد جمعیت داشته‌است.

## موقعیت جغرافیایی
موقعیت جغرافیایی شهرها و مناطق اطراف به شرح زیر است: